# Sparaxis villosa
Sparaxis villosa är en irisväxtart som först beskrevs av Nicolaas Laurens Nicolaus Laurent Burman, och fick sitt nu gällande namn av Peter Goldblatt. Sparaxis villosa ingår i släktet Sparaxis och familjen irisväxter. Inga underarter finns listade i Catalogue of Life.